# Напір

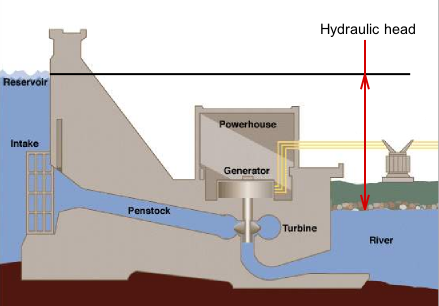
Гідравлічний напір.

Напір (англ. head (pressure); нім. Druck m, Förderhöhe f, Gefälle n) – лінійна величина, що характеризує питому (віднесену до одиниці ваги) механічну енергію рідини в даній точці потоку. В гідротехнічних спорудах – глибина водойми перед спорудою, або різниця рівнів води перед спорудою та за нею. 

## Різновиди
Напір гідродинамічний, (англ. hydrodynamic head; нім. hydrodynamischer Druck m) – сума п’єзометричного і швидкісного напорів.
Напір для нестисливої рідини, (англ. incompressible liquid head (pressure); нім. Druck m für inkompressible Flüssigkeit) – сума геометричної висоти z положення розглядуваної точки відносно площини порівняння, висоти п’єзометричної і напору швидкісного.
Напір зведений, (англ. reduced head; нім. angeführter Druck m, reduzierter Druck m) – для напірного фільтраційного потоку – напір у певній точці однорідної ділянки фільтрації, який отримують виходячи з припущення, що напір на споруді дорівнює одиниці.
Напір інерційний (для рідини), (англ. inertial head (for liquid), нім. Trägheitsdruck m (für Flüssigkeit)) – зміна повного напору на шляху від “першого” живого перерізу до “другого” живого перерізу, які пов’язані рівнянням Бернуллі, за рахунок змін у часі кінетичної енергії об’єму рідини, замкненого (в цей час часу) між двома згаданими живими перерізами. 
Напір на трубопровіді (при витіканні в атмосферу),(англ. pipeline head (with discharge into atmosphere), нім. Rohrleitungsförderhöhe f (beim Ausfluss in die Umgebungsluft)) – перевищення рівня рідини в посудині або водоймі, що живить трубопровід, над центром тяжіння вихідного перерізу тру-бопроводу при витіканні рідини в атмосферу, коли тиск як зверху, так і знизу струменя, що виходить з трубопроводу, дорівнює атмосферному. Припускають, що тиск на поверхню рідини в посудині або водоймі, що живить трубопровід, дорівнює атмосферному, причому швидкість підходу v0 ≈ 0.
Напір насоса,(англ. pump head, thrust of pump; нім. Förderhöhe f der Pumpe, Nutzförderhöhe f) – віднесена до одиниці ваги корисна механічна робота, що передається насосом переміщуваній рідині. Різниця енергій одиниці маси рідини в перерізі потоку після насоса і перед ним.
Напір оптимальний, (англ. optimum head; нім. Bestförderhöhe f) – напір насоса, який відповідає максимальному к. к. д.
Напір повний, (англ. total head; нім. Gesamt(druck)höhe f, Bruttogefälle n, Totalgefälle n) – механічна енергія на одиницю ваги переміщуваної рідини, тобто сума геодезичної висоти рівня над площиною відліку, потенціального напору (обчисленого для надлишкового тиску відносно атмосферного тиску) та швидкісного напору. В разі абсолютно-го повного напору потенціальний напір обчислюється для абсолютного тиску.
Напір потенціальний, (англ. potential head, pressure head, нім. potentielle Förderhöhe f, Druckhöhe f ) – віднесена до одиниці ваги енергія тиску переміщуваної рідини, що перебуває під статичним тиском р. Її можна подати і як висоту стовпа рідини у стані спокою, який під дією сили ваги тисне на свою нижню опорну поверхню. 